# Batman y Harley Quinn
Batman y Harley Quinn es una película animada estadounidense de 2017 producida por Warner Bros. Animation y distribuido por Warner Bros. Es la vigésimo novena película del Universo de películas animadas de DC y fue escrita por Jim Krieg y Bruce Timm quién también ha trabajado en Batman: La Serie Animada. Timm ha declarado que pretendía que esta película estuviera incluida dentro del Universo Animado DC pero esto no ha sido confirmado por el estudio. Fue estrenada en cines limitados por solo una noche el 14 de agosto de 2017.

## Argumento
Batman y Nightwing se ven forzados a formar una frágil alianza con Harley Quinn para así detener a Hiedra Venenosa y Floronic Man, quienes están transformando en plantas a los ciudadanos.

## Reparto de voz
- Kevin Conroy como Batman / Bruce Wayne.
- Melissa Rauch como Harley Quinn / Dra. Harleen Quinzel.
- Loren Lester como Nightwing / Dick Grayson.
- Paget Brewster como Hiedra Venenosa / Pamela Isley.
- Kevin Michael Richardson como Floronic Man / Jason Woodrue.
- John DiMaggio como La Cosa del Pantano / Alec Holanda, Sarge Stell.[5]
- Bruce Timm como Booster Gold / Michael J. Carter
- Eric Bauza como Wesley.
- Trevor Devall como Bobby Liebowitz.
- Robin Atkin Downes como Scarface.
- Rob Paulsen como Harold Goldblum.
- Mindy Sterling como Supervisora de Proyecto.

## Producción
El director es Sam Liu, quién previamente trabajó en otras tres películas animadas de DC. La historia está escrita por Bruce Timm en colaboración con Jim Krieg. Kevin Conroy personifica la voz de Batman y Loren Lester la de Nightwing, ambos cumplieron la misma función en Batman: La Serie Animada. Melissa Rauch le da voz a Harley Quinn, siendo la primera vez que interpreta al personaje. El anuncio oficial fue publicado primero por la revista Entertainment Weekly el 25 de mayo de 2017. Oliver Gettell, escritor del Entertainment Weekly, publicó "con un estilo cercano a la comedia policíaca, Batman y Harley Quinn promete tomar un enfoque más cómico que otras películas recientes de DC, como la polémica adaptación de Batman: La broma asesina." Aunque La broma asesina fue un éxito financiero, la película Batman y Harley Quinn sólo fue estrenada por una noche en cines limitados de los Estados Unidos el 14 de agosto de 2017. Una semana después una edición con la película en formato DVD y Blu-ray fue lanzada al mercado. Este es el regreso de Bruce Timm como guionista de un producto animado de DC luego de la serie Liga de la Justicia Ilimitada que concluyó en el año 2006.

## Recepción
La película recibió críticas mixtas por parte de los críticos, con muchos alabando la animación, los rendimientos de voz de Conroy y Lester, y los homenajes a la serie animada, pero criticando el guion y la interpretación de Rauch como Harley Quinn.